# 祐木麻里
祐木 麻里（ゆうき まり、1973年12月24日 - ）は、日本の元AV女優。
出身地：北海道。身長：156cm 、スリーサイズ：B82・W59・H88。

## 人物
- 趣味：ショッピング、ドライブ、カラオケ

## 作品

### アダルトビデオ
- 処女調教（アリスJAPAN、1993年8月27日）
- クラスメイトは若奥様6（VIP、1993年9月3日）
- ナース監禁（VIP、1993年10月15日）
- GUILTY5（シェール）
- 女体徹底検査（アリスJAPAN、1993年11月19日）
- 私、幼な妻になります（シェール、1994年1月11日）